# Gestair
Gestair is een Spaanse private maatschappij die actief is op het gebied van luchtvaart. Sinds haar oprichting in 1977 heeft Gestair zich -naast de exploitatie van privé toestellen- ook ontwikkeld tot aanbieder van luchtvracht, commerciële chartervluchten voor andere maatschappijen en opleidingen. In 2008 zijn deze verschillende activiteiten ondergebracht in drie divisies.

## Gestair Private Aviation
De wortels van de maatschappij liggen in het aanbieden van privéjets en zij heeft hiervoor 24 zakenjets op 6 hubs verspreid over Spanje. De toestellen zijn verdeeld in toestellen voor de (extra) lange afstand, middellange afstand, en korte vluchten.

### Vloot private jets
In 2009 had de maatschappij 24 toestellen voor de Private Aviation-divisie.
| Toestel         | Aantal | Type | Capaciteit Passagiers | Basis                                         | Opmerkingen       |
| --------------- | ------ | ---- | --------------------- | --------------------------------------------- | ----------------- |
| Gulfstream G550 | 1      | ULR  | 18                    | Torrejon (Madrid)                             | (link Gulfstream) |
| Global Express  | 3      | ULR  | 10-14                 | Torrejon (Madrid),Santiago, Palma de Mallorca |                   |
| Gulfstream V    | 1      | ULR  | 12                    | Torrejon (Madrid)                             |                   |
| Falcon 900B     | 1      | LR   | 12                    | Torrejon (Madrid)                             |                   |
| Gulfstream G200 | 1      | MR   | 8                     | Torrejon (Madrid)                             |                   |
| Falcon 2000     | 4      | MR   | 8-10                  | Torrejon (Madrid) Barcelona                   |                   |
| Hawker 900 XP   | 1      | MR   | 8                     | Barcelona                                     |                   |
| Hawker 800 XP   | 1      | MR   | 8                     | Barcelona                                     |                   |
| Hawker 400 XP   | 1      | MR   | 7                     | Torrejon (Madrid)                             |                   |
| Encore+         | 1      | MR   | 6-7                   | Torrejon (Madrid)                             |                   |
| Citation        | 1      | MR   | 6                     | Gerona                                        |                   |
| Lear Jet 40     | 1      | MR   | 6                     | Torrejon (Madrid)                             |                   |
| Lear Jet 60     | 1      | MR   | 6                     | Barcelona                                     |                   |
| Beechcraft 350  | 1      | SR   | 9                     | Torrejon (Madrid)                             |                   |
| Pilatus PC12    | 1      | SR   | 6                     | Barcelona                                     |                   |
| Citation Jet    | 2      | SR   | 5                     | Torrejon (Madrid) Barcelona                   |                   |
| Premier 1       | 2      | SR   | 6                     | Torrejon (Madrid)                             |                   |

Noot:: ULR=Ultra Long Range, LR=Long Range, MR=Medium Range, SR=Short Range

## Gestair Cargo

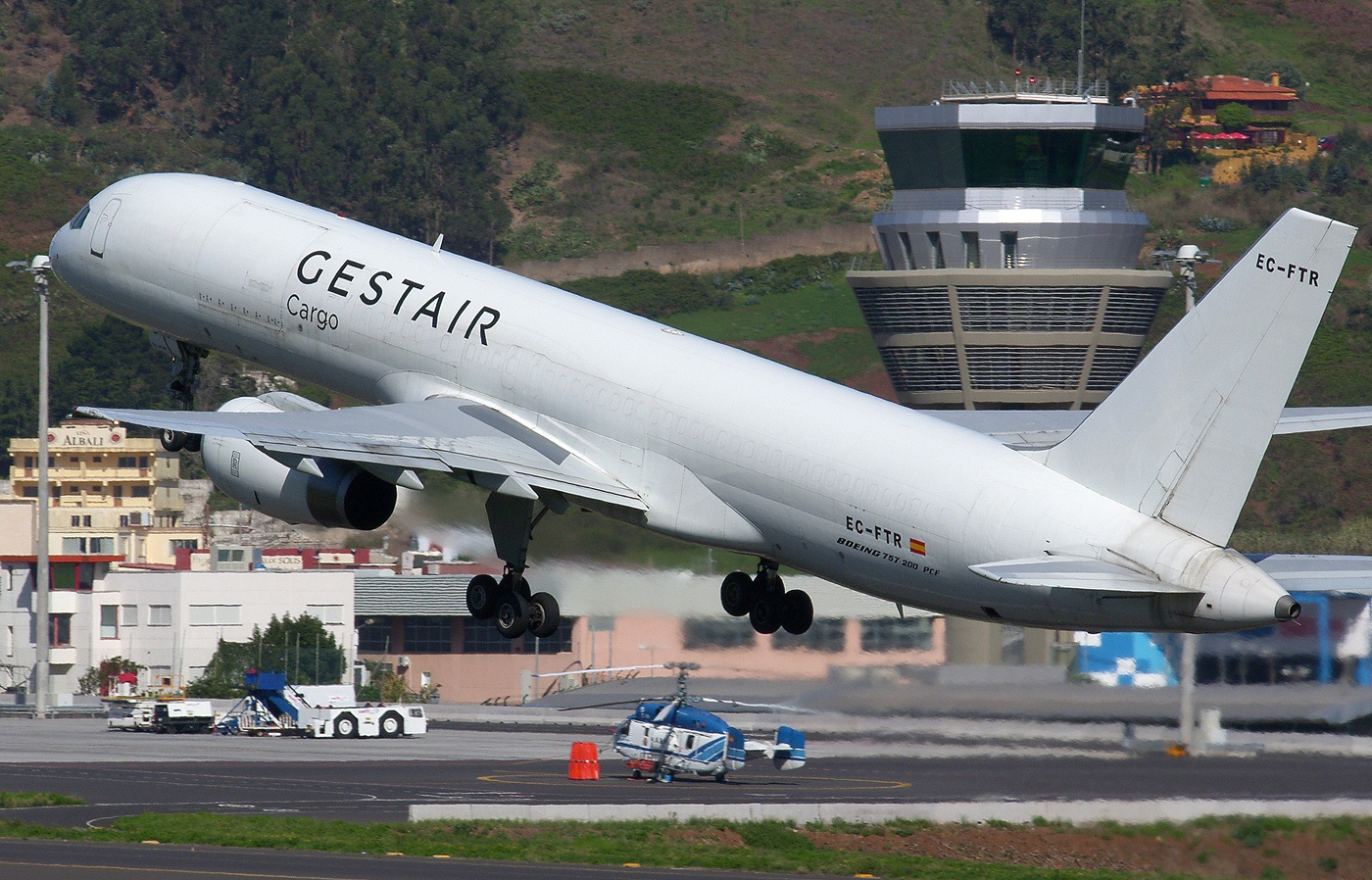
Gestair Cargo Boeing 757

Gestair Cargo heeft 4 toestellen in gebruik. In 2008 sloot Gestair Commercial Aviation een overeenkomst met TNT-Groep voor het verzorgen van vrachtvluchten.
Gestair Cargo heeft twee toestellen van het model Boeing 757-200 en twee toestellen van het type Boeing 767-300. Daarnaast bezit ze ook nog een Embraer ERJ 145, maar die is uitgeleend aan een ander bedrijf.